# Львов-Парлаги, Вильма
Принцесса Вильма Львов-Парлаги (венг. Lwoff-Parlaghy Vilma; 15 апреля 1863, Хайдудорог, Хайду-Бихар — 28 августа 1923, Нью-Йорк, Нью-Йорк) — художница-портретистка венгерского происхождения, работавшая в Германии и Соединённых Штатах Америки.

## Биография
Вильма Парлаги-Брахфельд родилась 15 апреля 1863 года в венгерском городке Хайдудорог. Получила художественное образование в Будапеште, а затем училась художественному мастерству у Франца Квальо и Вильгельма Дюрра Младшего в Мюнхене, где она переняла стиль Франца фон Ленбаха. Портрет её матери привлек внимание публики в Берлине в 1890 году.

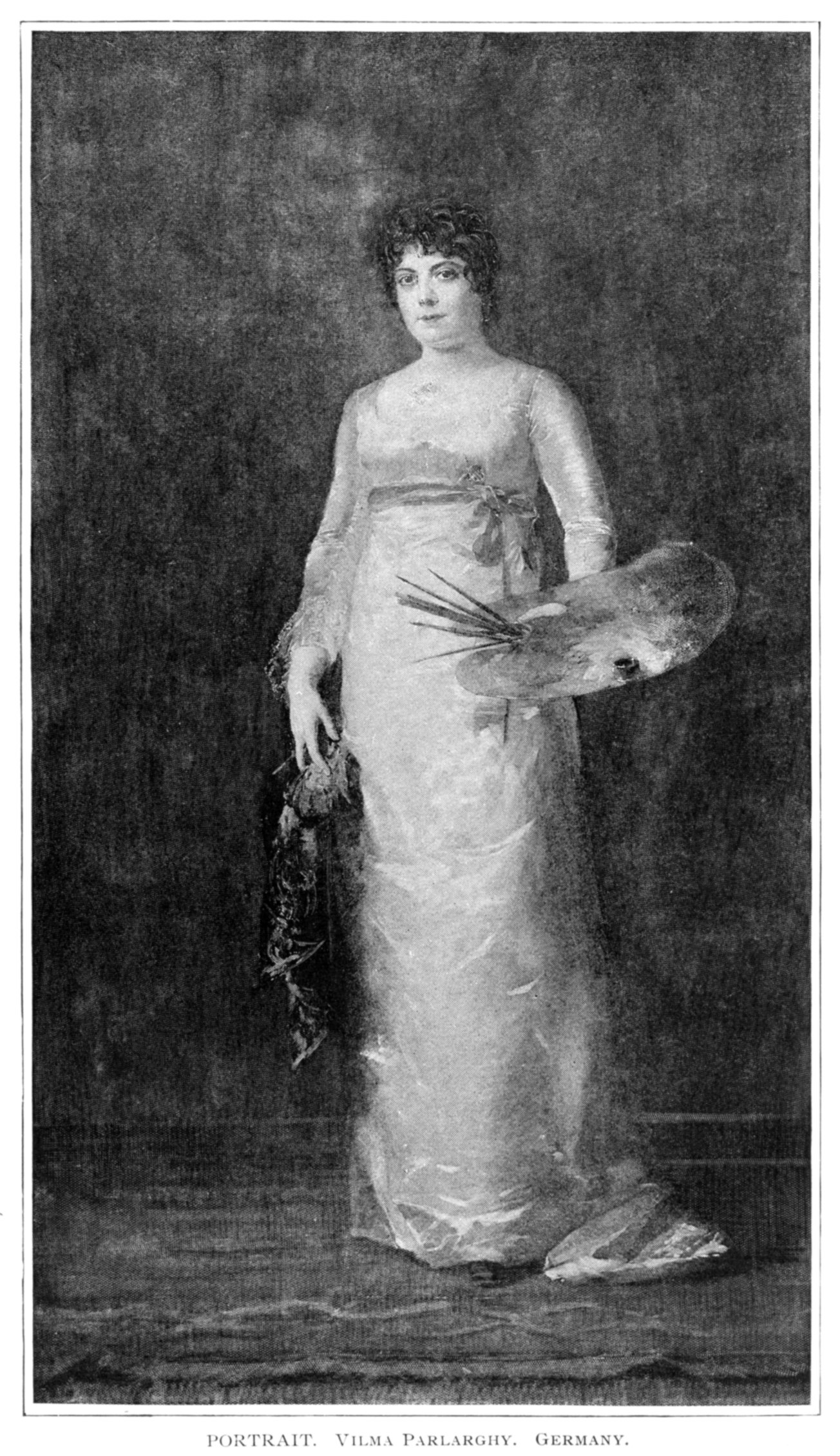
Львов-Парлаги
(автопортрет, 1893)

В том же году разгорелись споры по поводу портрета фон Мольтке или немецкого императора Вильгельма II; источники различаются. Он был отклонен при первоначальном представлении жюри Международной выставки в Берлине, но восстановлен по личной просьбе или приказу императора.
Выставка её портретов в 1892—1894 гг. в Парижском салоне принесла художнице всеобщую известность.
Затем Вильма Парлаги продемонстрировала свои работы в Иллинойсе: в Чикагском музее науки и промышленности и в Женском здании на Всемирной Колумбовой выставке 1893 года в городе Чикаго.
25 апреля 1899 года в Праге она вышла замуж за князя Евгения Георгиевича Львова, чиновника во Втором департаменте Министерства Иностранных дел, титулярного советника, проживавшего в Берлине. Таинство брака совершал протоиерей Николай Апраксин в православной Николаевской церкви, ныне храм Чехословацкой Гуситской церкви. В метрической книге о невесте сказано, что она —  Юлия Парлаги, прусская подданная, дочь австро-венгерского чиновника, разведенная первым браком с г. Крюгерси, а ныне Елизавета Парлаги, православного вероисповедания, проживающая в Берлине. Жениху в момент заключения брака было 37 лет, невесте — 36 лет
Решением Епархиального начальства 8-10 июля 1905 брак был расторгнут. Разведенным разрешалось вступать в новое супружество по выполнении ими церковной эпитимии.

Уже в год своего бракосочетания и развода Львова-Парлаги вновь прибыла в Нью-Йорк в 1899 году, где её портрет адмирала Джорджа Дьюи стал основным успехом художницы. С 1908 года "принцесса" жила в Нью-Йорке уже постоянно. Её дочь Вильгельмина Норс (обычно Вилма Норс) родилась в августе 1906 года в Великобритании и воспитывалась няней в Лондоне; отец — датский офицер Петер Норс. 

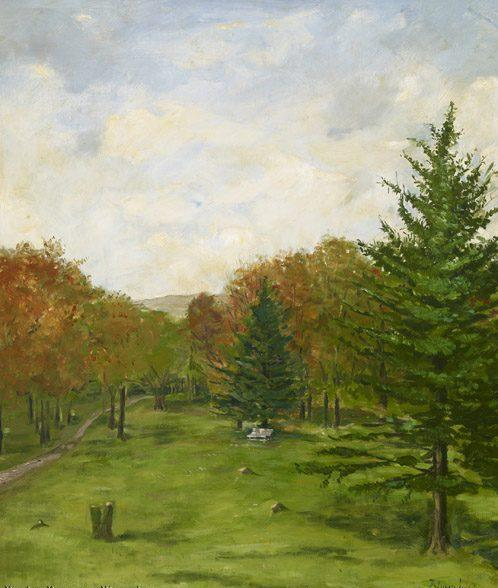
Один из малочисленных пейзажей Парлаги

На Манхэттене она жила на широкую ногу: в номере с четырнадцатью комнатами на третьем этаже нового отеля «Плаза», в котором была частная часовня; в её свиту, в числе прочих, входили личный хирург и камергер, а также домашний лев по имени «Голдфлек». Когда «Голдфлек» умер, она похоронила его на кладбище домашних животных в Хартсдейле.
Она стала известна как портретист с 5-й авеню, отчасти в результате получившего широкую огласку визита в 1911 году к её двоюродному брату Эбботу Лоуренсу Лоуэллу, тогдашнему президенту Гарварда, во время которого она поехала в Бостон в частном железнодорожном вагоне и настояла на том, чтобы пообедать за свой счет из золотой посуды.
В 1913 году она отпраздновала свое пятидесятилетие выставкой серии своих немецких портретов на площади. В 1916 году она переехала на Парк-авеню, начав с презентации портрета Джона Берроуза; в том же году она представила свой так называемый «голубой портрет» изобретателя Николы Теслы в своей студии на 39-й Восточной улице, в доме № 109. Это был единственный портрет, на котором Тесла сидел при жизни. Она отпраздновала свое шестидесятилетие в 1923 году выставкой того, что она назвала своим Манхэттенским Залом славы в Карлтоне на Мэдисон-авеню.
Никто не знал, откуда взялись деньги принцессы, но в 1914 году, когда в Европе разразилась Первая мировая война, её некогда огромное богатство внезапно исчезло. Лошадей забрали за долги, а она сама сбежала, бросив свой номер в «Плазе», оставив неоплаченный счет на 12 тысяч долларов и многочисленные вещи.
В 1923 году она умерла в тесной комнате на 39-й Восточной улице, в окружении своих непроданных полотен, рядом с единственной оставшейся горничной и с очередью кредиторов, ожидающих за её дверью.
Когда принцесса умерла, поэт Эдвин Маркхэм произнес над ней похоронную речь; её погребли на кладбище Вудлон в Бронксе.
Львов-Парлаги была невероятно продуктивной художницей и в период с 1884 по 1923 год написала около 120 портретов выдающихся американцев и европейцев, кроме того изредка писала пейзажи и домашних животных.